# Mia Rose
Mia Rose (Londres, 26 de Janeiro do 1988), nome artístico de Maria Antónia Teixeira Rosa, é uma cantora-compositora e atriz luso-inglesa que atingiu o sucesso através do sítio de partilha de vídeos YouTube, onde rapidamente chegou a uma das artistas mais visionadas.
Desde 2007 até 2011, Mia Rose foi a artista com maior número de assinantes no Reino Unido, e, no mesmo país, tem o segundo canal de YouTube com maior número de visualizações. Os vídeos de Mia Rose já foram visionados mais de 125 milhões de vezes. Já foi assunto de artigos na Rolling Stone, The Sun, The Atlantic e no The Age, (publicado também no Sydney Morning Herald) foi também destacada na BBC Radio 5 Live podcast.
Em Janeiro de 2007, Mia assinou contrato com a NextSelection/Universal através de Ryan Leslie. Mia Rose acabou por desistir da Universal Music, visto que os produtores e agentes desta produtora famosa queriam torná-la na nova "Rihanna", enquanto Mia queria ter um estilo musical próprio, então Mia fez justiça à sua honestidade e optou pela NextSelection. Passado um mês Rose estabeleceu contrato com Tommy Mottola da Mottola Company para gestão de carreira. Ao longo do seu tempo nos EUA, Mia Rose trabalhou com produtores e compositores influentes como Brent Pashke, Uness e Kara DioGuardi. Mia gravou dois singles, "Hold Me Now" e "Hot Boy" para a editora NextSelection que não chegaram a ser lançados. Devido às dificuldades que as grandes editoras estavam a atravessar devido à revolução digital, Mia decidiu regressar à Europa para focar os seus esforços em aumentar a sua base de fãs e seguir a sua carreira como artista.
Mia Rose continuou a sua carreira na Europa, produziu alguns singles de sucesso, como "Let Go". Para além disso, Mia voltou para Portugal onde é protagonista de uma série chamada "I Love It", isto, depois de ter participado numa série brasileira Acampamento de Férias II - A Árvore da Vida, para a TV Globo e, depois de ter regressado aos EUA, para Los Angeles para participar como protagonista na primeira série online interativa da famosa empresa Red Bull.
Em 2015, Mia Rose anunciou que o seu tão aguardado álbum de estreia sairia no fim do ano. Como primeiro single do álbum, Mia lançou o hit "Take My Hand" que logo na semana de estreia fez um sucesso estrondoso por todas as rádios nacionais, desde rádios locais até rádios muito prestigiadas como a Mega Hits ou a Rádio Comercial, sendo uma das músicas que promete animar o verão de 2015. Rose anunciou ainda que o seu álbum teria músicas em português, motivo de grande surpresa para os fãs portugueses.

## Música

### Antes do YouTube
Filha de pai inglês e mãe portuguesa, Mia Rose viveu em Wimbledon, Inglaterra, até aos nove anos. "Chorei muito quando vim para Portugal. Londres era a minha referência: era lá que estavam os meus amigos, as minhas bases. Viemos porque o meu pai queria passar mais tempo connosco, ele trabalhava imenso, era um homem de negócios, era o próximo Steve Jobs. Mas ele estava tantas horas fora de casa que eu tinha de acordar às seis da manhã para lhe dizer adeus, era a única altura em que o via", recorda sobre essa época. Aí, já Mia Rose — que com 12 anos leu a biografia da Rainha Vitória — reunia a família nos jantares de Natal para cantar e admirava Audrey Hepburn, que ainda hoje ‘tem no pedestal'. "Nessa altura eu queria mais ser actriz do que cantora mas apesar de representar nas festas da escola, onde eu sobressaía mesmo era a cantar".
Já em Portugal, numa escola inglesa — criou várias bandas. Uma delas com Ana Free, outro fenómeno do YouTube, a Audacity. "Fazíamos vários concertos, escrevíamos juntas as músicas, era uma forma de nos libertarmos e ver como éramos artisticamente". Terminado o Secundário, Mia — que aprendeu na internet a tocar guitarra - volta a Londres, desta vez para estudar Jornalismo e Literatura Inglesa, sem nunca largar a música de vista.
"Dava concertos na universidade e em vários bares em Londres até que fui convidada para cantar para um grande compositor de jazz e fazer com ele uma tournée pela Europa". Foi o primeiro de muitos convites que se seguiriam — e o único que surgiu antes do fenómeno YouTube lhe bater à porta. Contou Mia ao jornal Português Correio da Manhã. Mia Rose que usava a música apenas como hobby nunca imaginaria o sucesso que a esperava.

### O Sucesso Imediato do YouTube
Foi no fim de 2006 que Rose criou a sua conta no YouTube. Nesse ano, durante as férias de Natal em Portugal, decide, incentivada por dois amigos, pôr as músicas na rede social que a tornaria conhecida além-fronteiras. "O sucesso foi uma coisa que não esperava, não foi nada pensado, não fazia ideia que passado poucos dias ia ter tantas pessoas a seguir-me." Entre essas pessoas contavam-se dois gigantes da música. "Duas semanas depois fui contactada por duas editoras: a Atlantic Warner e a Universal Music, que me convidaram para ir aos Estados Unidos para ver se queriam assinar mesmo contrato comigo." Reuniu-se com ambas no dia em que fazia 19 anos e escolheu a Universal.
"Foi uma altura muito especial da minha vida porque trabalhei com o Tommy Mottola [que foi diretor da Sony durante muitos anos e marido de Mariah Carey e essa experiência fez-me crescer enquanto artista e compositora. Cheguei a gravar sete temas mas houve uma crise económica muito grande (já em 2008), que afetou os dinossauros da música e disseram-me que o álbum ia demorar mais tempo", recorda a cantora. Mia não quis esperar. "Não queria mesmo gastar tempo porque eu gosto de aproveitar todos os momentos da minha vida e o tempo para mim é o meu obstáculo. É tudo ‘carpe diem' e não queria ficar lá à espera e deixar os meus fãs à espera também. Pensei: Vou continuar o meu percurso sozinha, sem animosidades, tanto que ainda hoje falo com eles".
"Depois de ter rescindido com a Universal Music ligaram-me da editora da Lady Gaga — também depois de verem os vídeos no YouTube — a dizer que estavam interessados em mim". Mia pôs mais uma vez a mala às costas e seguiu viagem para os EUA, onde a esperavam várias reuniões. "Estava quase a dizer ‘vamos lá', à espera do vestido para levar aos Grammys quando eles me disseram: ‘agora o que tens de fazer é não ter vida própria, não vais poder ver os teus pais durante sei lá quanto tempo, vamos mudar o teu cabelo, vais fazer o tipo de música que quisermos'. Queriam transformar-me na nova "Rihanna" e eu não quis. Agradeci por acreditarem em mim mas disse que sentia que era mais importante fazê-lo à minha maneira. Ia de certeza receber mais dinheiro do que recebo hoje, sem dúvida, mas isso não é o mais importante. Não me esqueço de um ditado que me disseram: ‘quando uma pessoa sabe que vai morrer nunca pensa: "epá", eu podia ter feito mais dinheiro. Pensa antes nas viagens que deixou por fazer, nos momentos que não aproveitou, nas palavras que não disse'. Os meus pais um dia não vão estar cá e e prefiro passar mais tempo com eles do que propriamente ter mais dinheiro no banco." Contou tudo ao Correio da Manhã.
As experiências seguintes não saíram penalizadas pelo ‘não' à editora de Gaga. "A Rainha [Rania] da Jordânia enviou-me um convite real para ir até à Jordânia para me conhecer. Ela ‘descobriu-me' através dos filhos, que eram meus fãs no YouTube. A reunião com ela foi um bocado intimidante — até aprendi a fazer a vénia e tudo — não por causa dela, simples e simpática, mas porque eram muitas câmaras. Eu falei da minha mãe, ela falou dos filhos e depois perguntou-me se estava interessada num projeto que ela tinha no YouTube para acabar com os estereótipos das mulheres do Médio Oriente". Mia aceitou e acabou a dividir o palco com um cantor local, uma atuação que passou na BBC.
Mia em dois dias recebeu 30 mil subscrições e em três anos os seus vídeos — gravados em casa — tiveram mais de 100 milhões de espectadores e o seu canal foi subscrito por mais de 230 mil pessoas, um número comparável a artistas como Beyoncé ou Black Eyed Peas.

### Percurso Musical
No dia 29 de Dezembro de 2006, durante o período de férias da universidade, Mia abriu uma conta no sítio de partilha de vídeos YouTube sob o nome "miaarose". No seu canal pessoal, Mia começou a por um vídeo novo todos os dias onde cantava versões dos seus artistas preferidos. Dentro de duas semanas, Rose estabeleceu-se entre os músicos mais visionados do YouTube, suscitou o interesse de várias editoras multinacionais e foi assunto de notícia de várias publicações em papel e online.
Em Maio de 2009, Mia gravou e auto-promoveu o seu primeiro single "Let Go", lançando o tema no iTunes de Portugal, onde rapidamente se tornou no download mais vendido do ano e alcançando o segundo lugar no top português. Mia Rose veio para Portugal, onde morou por um tempo, tendo muitos fãs portugueses.
Mia Rose tem uma enorme quantidade de fãs a nível mundial. Durante uma vídeo-conferência com os mesmos, no Kyte.tv, no dia 15 de Outubro de 2009,  recebeu mais de 7500 mensagens de 27 países em 90 minutos, incluindo os EUA, Canadá, Peru, a grande maioria do território europeu, Qatar, Japão, Índia e Malásia.  Durante um evento que teve lugar em 2008, Rose conheceu a Rainha da Jordânia, que confessou ser fã da música de Mia.
O seu sucesso como artista DIY, devido à exposição no YouTube, levou a que recebesse convites para eventos prestigiados como a Google Zeitgeist e a SIME na Suécia, para falar da sua carreira. Foi, então, em 2008 que Mia Rose participou na SIME 08, onde chegou a cantar com os Ace of Base dois dos seus maiores êxitos: "All That She Wants" e "The Sign". A sua filosofia DIY está presente em todos os passos que dá, recentemente Mia lançou vários passatempos para os seus fãs cujos prémios consistiam em passar um dia com Mia Rose em Londres, escolher uma das faixas a ser editada no seu mais recente trabalho, e desenhar a capa do seu novo single.
Rose mudou-se para Londres em Setembro de 2009 e assinou contrato com a citizensound, agência que gere a sua carreira.
O seu segundo single de duas faixas, "What Would Christmas Be Like?/Fallin’ For You" foi lançado exclusivamente através do seu website officialmiarose.com no dia 2 de Dezembro de 2009. Foi composto por Mia e estreado no seu canal YouTube no dia 1 de Dezembro de 2009. O vídeo para o novo single foi gravado no Brasil pelo realizador e actor Rafael Almeida.
A segunda faixa incluída neste lançamento, "Fallin' For You", é da autoria de Colbie Caillat e foi escolhida pelos fãs de Mia de entre quatro músicas possíveis. Foi claramente o tema vencedor, angariando 45% dos votos, mais do dobro da música que ficou em segundo lugar. O vídeo da versão de Mia já foi visualizado mais de 200 000 vezes desde que foi posto no YouTube há apenas um mês. Mia Rose procura envolver os seus fãs em tudo o que faz, optando por deixar um dos seus fãs (vencedor de um passatempo) desenhar a capa do single.
Ambos os temas foram produzidos em Londres por Tyrell, que já trabalhou com artistas como David Bowie, Simply Red, Lily Allen e P.M. Dawn.
En 2011, Mia Rose estava agenciada pela divisão de celebridades da "Models 1! juntamente com Lois Winstone, Mika, Joely Richardson e Robert Pattinson.
Participou da minissérie brasileira Acampamento de Férias 2: A Árvore da Vida interpretando Nanda. Foi um grande passo para ser promovida, também como cantora, no Brasil.
Foi, em 2012, que Mia Rose lançou o seu mais recente single, "Friends in Love", que passado um ano já conta com quase meio milhão de visualizações no YouTube. O single encontra-se à venda no iTunes internacional e o tema foi gravado em Portugal.
Em 2013, começou a série norte-americana "Exit Vine" da Red Bull. Mia foi uma das protagonistas. A série foi gravada em Los Angeles. Esta série é uma série musical.

## Vida pessoal
Após um namoro de dois anos e meio com Miguel Cristovinho (membro dos D.A.M.A), Mia foi pedida em casamento no penúltimo dia de 2016, na varanda de sua casa. No último dia de 2016 partiu com o noivo para o Algarve, local onde os D.A.M.A tinham um concerto de fim de ano.
No dia 29 de Setembro de 2017 casaram-se e em novembro do mesmo ano anunciaram que estavam à espera de um bebé. Nasceu no dia 24 de abril de 2018 e chama-se Mateus.
O relacionamento de ambos terminou a 6 de julho de 2020, anunciado nas redes sociais de ambos.

## Televisão
Foi no início de 2011 que surgiu a grande oportunidade para Mia Rose se estrear como atriz. A TV Globo endereçou-lhe um convite para participar na segunda temporada da série brasileira Acampamento de Férias 2: A Árvore da Vida. Mia Rose interpretou o papel de Nanda, uma rapariga misteriosa que seria a nova monitora do Acampamento de Férias. Esta mesma personagem era o par de Léo, interpretado por Rafael Almeida. Mia Rose estreou-se em grande, pois contracenou com alguns dos maiores atores brasileiros, como Renato Aragão e Odilon Wagner. Apesar de Mia Rose sempre ter demonstrado o seu gosto pela representação, os fãs receberam esta notícia da sua estreia como atriz, com muita admiração, dado que seria mais óbvio Mia estrear-se em Portugal do que na maior rede brasileira de televisão e uma das maiores a nível mundial, a rede Globo.
Em 2011, Mia Rose, foi júri no programa da RTP1: "A Voz de Portugal", versão portuguesa do programa "The Voice". Este programa teve uma duração de mais de 6 meses e contou com grandes personalidades portuguesas, como Os Anjos, Rui Reininho e Paulo Gonzo, também eles jurados. Foi neste programa televisivo português que Mia conquistou muitos fãs em Portugal. Este novo formato do programa original The Voice acabou por ser um sucesso em Portugal, apesar de em horário nobre não ser líder das audiências na televisão portuguesa. A versão portuguesa teve como apresentadora Catarina Furtado e foi gravada para a RTP. Mia levou à final Daniel Moreira que acabaria por ficar, em conjunto com sua mentora, na 3ª posição, à frente dum dos maiores ícones da música portuguesa, Paulo Gonzo. Graças a este programa Mia ganhou muito prestígio, sendo apontada pela imprensa generalista como uma grande revelação.
Em Janeiro de 2013, teve início a série televisiva online norte-americana "Exit Vine", da Red Bull, que contou com a participação de Mia Rose, como uma das principais protagonistas: uma cantora muito famosa e arrogante que vai conquistando o seu núcleo de fãs, enquanto trava uma guerra com uma cantora amadora e humilde. A série foi gravada em Los Angeles, tendo terminado em Maio de 2013. Mia gravou várias músicas para a série, sendo "Keep Real" a mais popular. Com esta série, Mia deu início a uma digressão americana que obteve bastante sucesso. Os concertos de Mia Rose foram realizados numa parceria entre a Red Bull e a Playlist live.
Já em 2013, Rose foi uma das protagonistas principais da série juvenil da TVI, "I Love It". A série revelou-se um flop de audiências.
Em 2015, Mia Rose foi convidada para ser uma das madrinhas daquela que seria a 1ª edição portuguesa do programa "Pequenos Gigantes". Esta edição foi gravada em 2015, mas apenas foi transmitida, na TVI, em abril de 2016.

### Carreira de Mia Rose, como atriz
- 2011: Acampamento de Férias 2: A Árvore da Vida, interpretava Nanda. A série foi gravada no Brasil para a TV Globo
- 2013: "Exit Vine", interpretava a personagem "Encore". A série foi gravada em Los Angeles para a Red Bull.
- 2013: MEO Diário – Mia Rose, ela mesma. Cinco episódios interactivos online sobre o dia-a-dia de Mia Rose para a MEO (canal de YouTube).
- 2013/2014: "I Love It", interpretava Beatriz Madeira (Bia)A série foi gravada em Portugal para a TVI.

### Participações de Mia Rose em programas de televisão e entrevistas
Mia Rose é, actualmente, uma das figuras públicas portuguesas que já foi mais entrevistada, tanto em programas de televisão, como em jornais e revistas. Mia Rose sendo uma figura pública com uma carreira internacional, participou também em vários programas de televisão estrangeiros.
Algumas participações de Mia Rose:
- Apresentação da música “Será”, RTP – 7 de Agosto de 2008.
- Contacto, SIC – 22 de Setembro de 2008 (com Ana Free).
- SIME (2008) – 15 de Novembro de 2008 (televisão estrangeira).
- 1ª  Conferência de Imprensa (em Portugal), RTP/SIC/TVI – 28 de Novembro de 2008
- Fama Show, SIC – 30 de Novembro de 2008.
- Só Visto, RTP – 9 de Dezembro de 2008.
- Emissão  Especial: “Entrevista e Bio – Mia Rose”, RTP – 15 de Dezembro de 2008.
- Curto Circuito, SIC Radical – 7 de Janeiro de 2009.
- Jornal da Noite, SIC – 4 de Abril de 2009.
- SIC ao Vivo, SIC – 4 de Agosto de 2009.
- Você na TV, TVI – 14 de Agosto de 2009.
- Há Conversa, RTP Memória – 16 de Outubro de 2009.
- Há Festa no Hospital, TVI – 14 de Dezembro de 2009.
- Fama Show, SIC – 23 de Março de 2010.
- Fama Show, SIC – 4 de Abril de 2010.
- Jornal das 8, TVI – 23 de Abril de 2010.
- ZoOm In,  SAPO – 2 de Julho de 2010.
- Festa da Praia, TVI – 14 de Agosto de 2010 (com Ana Guiomar).
- Citizen Media Watch – 25 de Novembro de 2010 (televisão estrangeira).
- 5 Para a Meia-Noite, RTP – 29 de Novembro de 2010 (apresentação do novo CD).
- Geração Net, Panda Biggs – 29 de Novembro de 2010.
- Jornal das 8, TVI – 29 de Novembro de 2010.
- 5 Para a Meia-Noite, RTP – 1 de Dezembro de 2010 (com João Manzarra).
- Fama Show, SIC – 2 de Março de 2011.
- The Diogo Beja Show, RTP – 5 de Julho de 2011.
- Portugal no Coração, RTP – 28 de Outubro de 2011 (com Catarina Furtado e Piet-Hein Bakker).
- Cinco Sentidos, RTP – 2 de Novembro de 2011.
- Cinco Sentidos, RTP – 21 de Novembro de 2011 (Apresentação do livro de Mia Rose, com David Carreira, Ana Galvão, Nuno Markl, entre outros).
- Estrela Maior, RTP – 2 de Dezembro de 2011.
- Circo de Natal, RTP – 26 de Dezembro de 2011 (com a sua equipa de “A Voz de Portugal”).
- Portugal no Coração, RTP – 24 de Fevereiro de 2012.
- Fama Show, SIC – 9 de Março de 2012.
- Fama Show, SIC – 19 de Novembro de 2012.
- What’s Trending – 8 de Abril de 2013 (televisão estrangeira, Los Angeles).
- Fama Show, SIC – 16 de Maio de 2013
- Festa de Verão da TVI/Lux – 3 de Agosto de 2013
- Participação especial no programa "Dança com as estrelas", TVI – 11 de Agosto de 2013 (com David Carreira e José Carlos Pereira).
- Apresentação da Série Juvenil "I Love It (série)", TVI – 2 de Setembro de 2013.
- Actuação com a música "I Love It" no programa "Dança com as estrelas", TVI – 8 de Setembro de 2013.
- Entrevista Especial no Jornal das 8, TVI – 9 de Setembro de 2013.
- Entrevista sobre fenómenos no YouTube, no Jornal das 8, TVI – 23 e 24 de Janeiro de 2014.
- A Tarde é Sua, TVI – 11 de Fevereiro de 2014 (com Diogo Lagoa).
- Lip Sync Portugal, SIC – 20 de Janeiro de 2019

## Dobragens
- Dobragem da voz da personagem "Audrey" (voz original de Taylor Swift) do filme "Lorax" - 2012;
- Dobragem da voz da personagem "Alisa Selezneva" (voz original de Dariya Melnikova) da série de TV "Alice - A Heroína do Futuro" - 2015;
- Dobragem da voz da personagem "Poppy" (voz original de Anna Kendrick) do filme "Trolls" - 2016.
- Dobragem da voz da personagem "Felícia" (voz original de Elle Fanning) do filme "Bailarina" - 2017.

## Mia Rose – Um fenómeno no YouTube
Foi a 29 de Dezembro de 2006, que surgiu um novo canal do YouTube que viria a ser um sucesso. O canal do YouTube estava marcado com o seguinte cognome: "miaarose". E, quando Mia Rose começou a publicar alguns covers emblemáticos produzidos por ela, o número de visualizações aumentou brutalmente, assim como o número de subscritores. Mia Rose já foi a artista com mais subscrições do Reino Unido e de Portugal, em simultâneo, e esteve entre as 5 artistas mais subscritas de todos os tempos. Muitos são os vídeos de Mia Rose, que já contam com mais de 1 milhão de visualizações. Aliás, basta lembrar alguns como, Heaven, de Bryan Adams, com mais de 20 milhões de visualizações ou "Unwritten", de Natasha Bedingfield, com mais de 8 milhões de visualizações. Actualmente, o canal de Mia Rose já atinge o fantástico número de perto de 139 milhões de visualizações, com apenas 161 vídeos, um autêntico fenómeno do YouTube.

## Recepção na imprensa
Alexa Baracaia, jornalista da Evening Standard reportou a dia 30 de Janeiro de 2007, que o canal YouTube de Mia Rose estava a atrair mais de três milhões de visitas por mês mas frisou que existiam alegações de "falsos comentários" a ser feitos com o propósito de aumentar o seu apelo. Em Fevereiro de 2007, o Sydney Morning Herald lançou a notícia que a sua página YouTube tinha atingido as duzentas mil assinaturas dentro de três semanas da sua estreia, o que fez dela, na altura, a artista com maior número de subscrições de sempre em tão pouco tempo. Em Março de 2008, a revista Forbes relatou a nomeação de Mia Rose para os prémios 2008 YouTube Video Awards (Prémios de Vídeo de YouTube de 2008). Foi, em 2013, que se criou uma grande especulação devido à possível participação de Mia Rose na nova grande aposta da TVI: uma série juvenil inspirada em Skins e também em Glee. Mia Rose, nas duas semanas que antecederam o início das filmagens, foi abordada por diversas vezes em mais de 40 meios de imprensa, incluindo jornais, revistas e plataformas online. Mia Rose em 2014 foi alvo de uma grande entrevista no conceituado jornal "The Sun".

## Mia Rose - 15 passos para ser uma estrela na música
Foi no final de 2010, que Mia Rose publicou o seu único livro (até agora) "Mia Rose - 15 passos para ser uma estrela na música", que escreveu durante o ano anteriormente referido e foi publicado por uma das maiores editoras portuguesas de livros, a Porto Editora. A data de lançamento deste livro foi a 10 de Novembro de 2010, na Fnac Colombo, em Lisboa. Este livro, no fundo, é um guia prático que ajuda a ter sucesso no mundo da música, dando vários conselhos e dicas, assim como resume a carreira de Mia Rose, e como ela chegou às luzes da ribalta.

## Outras Participações
Desde 2010 até hoje que Mia Rose tem participado em várias campanhas publicitárias para grandes marcas, como a Springfield, a Olá, a Modalfa ou a Fnac. Rose foi também a cara da salsa Jeans em 2011 e 2012, tendo criado a música "Happy New You" para promover a marca. Em setembro de 2018, a NOS lançou um anúncio televisivo protagonizado por Mia.

## Prémios e Nomeações
- 2007 – YouTube Awards 2007, na categoria "Best Music Video": NOMEAÇÃO. (Nomeados: Tay Zonday (vencedor), Yuri Lane, Lisa Lavie, The Vegetable Orchestra, Mia Rose e Spen Spenni);
- 2009 – Personalidades Femininas 2009 (LUX), na categoria "Música": VENCEU. (Nomeadas: Mia Rose (vencedora), Carminho e Sónia Tavares);
- 2016 - Melhor Voz Feminina (Trend Music Awards Portugal): VENCEU. (Nomeadas: Mia Rose (vencedora), Blaya, Capicua, Carolina Deslandes, Veecious V).

## Discografia

### EPs
- 2009: What Would Christmas Be Like?

### Singles
- 2007–2008: Hold Me Now;
- 2007–2008: Hot Boy;
- 2009: Let Go;
- 2009: Falling For You;
- 2009: What Would Christmas Be Like?;
- 2010: Nada Vou Mudar (Wouldn't Change a Thing);
- 2012: Friends in Love;
- 2013: Keep Real (pela personagem "Encore", Exit Vine);
- 2013: Para o Que Der e Vier (pela personagem "Beatriz Madeira", I Love It (série));
- 2013:Tatuagem (pela personagem "Beatriz Madeira", I Love It (série));
- 2013: Novo Rumo (pela personagem "Beatriz Madeira", I Love It (série));
- 2013: Jogo de Sedução ft. Diogo Lagoa (pela personagem "Beatriz Madeira" e "Pedro Branco", I Love It (série));
- 2014: O Acordo (pela personagem "Beatriz Madeira", I Love It (série));
- 2014: "I Love It" (música integrada no CD da banda sonora da série I Love It);
- 2014: The Secrets in Silence (ft. D.A.M.A);
- 2015: Take My Hand;
- 2015: Qualquer Coisa;
- 2016: Tudo Para Dar (feat. Salvador Seixas);
- 2017: Sussurro (feat. D.A.M.A)

#### Álbuns
- 2017: Tudo Para Dar